# Tatary (rejon wołożyński)
Tatary (biał. Татары; ros. Татары) – wieś na Białorusi, w obwodzie mińskim, w rejonie wołożyńskim, w sielsowiecie Raków.

## Historia
W czasach zaborów w gminie Hermaniszki, w powiecie wilejskim, w guberni wileńskiej Imperium Rosyjskiego. W 1866 roku liczyła 84 mieszkańców (40 dusz rewizyjnych) i 9 domów. Należała do dóbr Straszyn, własność Chmarów. Na początku XX wieku wieś należała do Zenona Łęskiego, który wybudował tu pałac w stylu Ludwika XV według projektu Władysława Czachórskiego. Po śmierci Zenona, majątek objął jego brat – Konstanty.

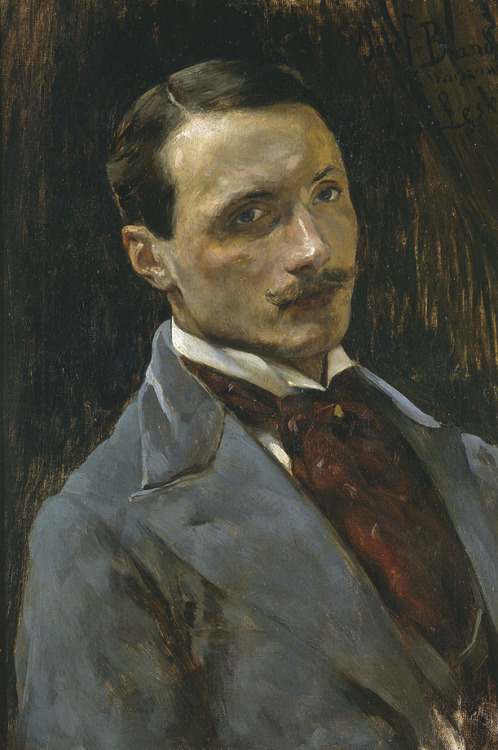
Józef Brandt. Portret Zenona Łęskiego

W latach 1921–1945 wieś leżała w Polsce, w województwie wileńskim, w powiecie wilejskim, od 1927 roku w powiecie mołodeczańskim, w gminie Gródek.
Według Powszechnego Spisu Ludności z 1921 roku zamieszkiwały tu 157 osób, wszystkie były wyznania prawosławnego i zadeklarowały białoruską przynależność narodową. Było tu 27 budynków mieszkalnych. W 1931 w 29 domach zamieszkiwało 159 osób.
Wierni należeli do parafii prawosławnej w Gródku. Miejscowość podlegała pod Sąd Grodzki w Rakowie i Okręgowy w Wilnie; właściwy urząd pocztowy mieścił się w Gródku.
W wyniku napaści ZSRR na Polskę we wrześniu 1939 miejscowość znalazła się pod okupacją sowiecką. 2 listopada została włączona do Białoruskiej SRR. Od czerwca 1941 roku pod okupacją niemiecką. W 1944 miejscowość została ponownie zajęta przez wojska sowieckie i włączona do Białoruskiej SRR.
Od 1991 w składzie niepodległej Białorusi.
Do 2013 roku w sielsowiecie Zalesie.